# Sosygenes
Sosigenes z Aleksandrii (gr. Σωσιγένης Sosigenes, żył w I w. p.n.e.) – grecki astronom i matematyk, czasem mylony z Sozygenesem Perypatetykiem (II w. n.e.).
W 46 roku p.n.e. realizował zleconą przez Juliusza Cezara reformę kalendarza według kalendarza egipskiego (tzw. kalendarz juliański) wzorowaną zapewne na reformie znanej z Kamienia z Kanopos. W ten sposób wczesny kalendarz rzymski został zastąpiony kalendarzem juliańskim z cyklem trzech lat 365-dniowych, po których następował rok przestępny, liczący 366 dni.
Wszystkie rozprawy astronomiczne Sosygenesa zaginęły, w tym również najsłynniejsze Obracające się sfery. Zachowały się jedynie pojedyncze fragmenty tych prac.